# شارلوت كارمايكل ستوبس
شارلوت براون كارمايكل ستوبس (بالإنجليزية: Charlotte Carmichael Stopes)‏ (5 شباط/فبراير 1840-6 شباط/فبراير 1929)، هي باحثة ومؤلفة وناشطة حقوق بريطانية، وناشرة للعديد من الكتب المتعلقة بحياة وأعمال ويليام شكسبير. اشتهر كتابها باسم «المرأة الحرة البريطانية: امتيازها التاريخي» الذي نُشر في عام 1894، فأثر وألهم حركة المطالبة بحق المرأة البريطانية في الاقتراع في أوائل القرن العشرين. تزوجت من هنري ستوبس، وهو عالم حفريات وصانع خمر ومهندس وأنجبا ابنتين.

## بداية حياتها
وُلدت شارلوت ستوبس في أدنبرة في 5 شباط/فبراير 1840 لوالدتها كريستين براون غراهام كارمايكل ووالدها جيمس فيرير كارمايكل، وهو رسام مناظر طبيعية توفي بعد إصابته بمرض السل عندما كانت ستوبس في الرابعة عشرة من عمرها. امتلكت ستوبس الرغبة في أن تصبح كاتبة، فلطالما كانت تبتكر القصص لإخوتها وأخواتها عندما كانت طفلة، واستمر شغفها في القصص حتى ألّفت في الحادي والعشرين من عمرها مجموعة قصص أليس إيرول والعديد من القصص الأخرى. أنهت ستوبس دراستها وبدأت في العمل كمربية أطفال، وهي واحدة من الوظائف القليلة التي كانت متاحة لها خلال ستينيات وأوائل سبعينيات القرن التاسع عشر.

## تعليمها الجامعي
أسست الناشطة الحقوقية سارة ماير جمعية سيدات أدنبرة للنقاش في عام 1865، ونشرت الجمعية مجلة «ذا أتيمبت» المكتوبة بشكل منتظم. أصبحت شارلوت كارمايكل عضوًا في عام 1866 ونشرت مقالات متنوعة فيها. قدمت ماري كروديليوس في اجتماع للجمعية في عام 1867 مبادرتها المتمثلة في إنشاء حصص دراسية للنساء على المستوى الجامعي تحت رعاية جمعية أدنبرة التعليمية للسيدات. حضرت شارلوت كارمايكل الاجتماع، وتعهدت باستعدادها لحضور مثل هذه الحصص وأكدت حضور 12 شخصًا آخرًا مهتمًا.
بدأت الصفوف الأولى في عام 1868، واستلمها الأستاذ ديفيد ماسون، وهو أستاذ الأدب الإنجليزي في جامعة أدنبرة التي لم تسمح للنساء بتلقي التعليم فيها بشكلٍ علني، وكانت تُعطي الدروس لهم بشكلٍ خاص ومن أساتذة ذكور فقط. لم يًسمح للنساء بالحصول على شهادة جامعية، ولكنها حازت على أعلى شهادة متاحة لطالبة في مواضيع متنوعة مثل الأدب والفلسفة والعلوم، وحصلت على مرتبة الشرف الأولى. كانت أول امرأة في اسكتلندا تحصل على شهادة في الآداب. لقد استخدمت تعليمها من أجل النهوض بالمرأة، وواصلت اهتماماتها العلمية في ما يتعلق بعصر النهضة الإنجليزية وخاصة التاريخ الأدبي لشكسبير.
ذهبت ستوبس إلى غلاسكو لمساعدة حركة التعليم العالي للمرأة في عام 1876. تزامنت الرحلة مع اجتماع الجمعية البريطانية للنهوض بالعلوم. حضرت ستوبس الاجتماع وطورت علاقة طويلة مع الجمعية. التقت بهنري ستوبس في الاجتماع وتزوجته على الرغم من أنها كانت تكبره إحدى عشر عامًا.

## أبر نوروود
تزوج شارلوت وهنري في 3 حزيران/يونيو في عام 1879، وذهبا لقضاء شهر عسل في جميع أنحاء أوروبا والشرق الأدنى وأنهيا رحلتهما في نهاية المطاف بزيارة مصر قبل العودة إلى بريطانيا. عادت ستوبس إلى أدنبرة وأنجبت ابنتها الأولى ماري في عام 1880. انتقل الزوجان إلى لندن حيث توفر لدى هنري فرصة عمل مهمة. استقرت العائلة في أبر نوروود في الضواحي الجنوبية للمدينة حيث ولدت ابنتها الثانية ويني في عام 1884.
لم يتمكن هنري من البقاء معها بسبب جدول عمله المزدحم وتركهها هي والطفلتين في منزلهما الجديد. كانت معزولة عن الحياة الثقافية التي اعتادت عليها في الماضي. لم تقف ستوبس مكتوفة الأيدي، فبدأت في تنظيم اجتماعات وحصص دراسية بما في ذلك مجموعة قراءة وورشة عمل منطقية ومجموعة تركز على القضايا المتعلقة بتحرير المرأة.
أصبحت ستوبس مهتمة بشدة في إعادة النظر في شكل اللباس الفيكتوري والحاجة إلى ملابس مريحة للنساء. كانت عضواً في جمعية اللباس العقلاني، وتشكلت هويتها كنسوية من خلال نشاطها المستمر في هذه الجمعية. حضرت ستوبس اجتماع الجمعية البريطانية في نيوكاسل أبون تاين في عام 1889، وأذهلت الحاضرين من خلال تنظيم جلسة مرتجلة قدمت من خلالها لباسًا عقلانيًا لجمهور كبير، ونُشِر خطابها الذي ألقته حينها في الصحف في جميع أنحاء بريطانيا.
بقيت ستوبس في نوروود حتى إفلاس زوجها في عام 1892 وخصوصًا عندما أُجبروا على بيع المنزل. نقلت بناتها إلى أدنبرة هربًا من الكارثة حيث سجلتهن في مدرسة البنات المُشكّلة حديثًا المعروفة باسم مدرسة سانت جورج، وحاولت أيضًا الحصول على شهادة بأثر رجعي لم تُعطى لها خلال وقت دراستها، ولكنها احتاجت إلى صفين دراسيين آخرين غير مدرجين في شهادتها. تصادم موعد الصفان لذا لم تستطع حضورهما في عام واحد فتخلت عن المحاولة، وعادت إلى لندن وسكنت في ميدان تورينغتون بالقرب من المتحف البريطاني، حيث كانت قادرة على متابعة بحثها عن شكسبير بشكل أفضل.

## منحة شكسبير
كان كتابها الأول بعنوان «سؤال بيكون/شكسبير» الذي نُشر في عام 1888، والذي دحض التكهنات الشعبية بأن فرانسيس بيكون هو الكاتب الفعلي لمسرحيات شكسبير، وكان الكتاب الأول من بين العديد من أعمال المنح الدراسية المتعلقة بشكسبير والأدب الذي احتل تلك الفترة. شملت كتبها في هذا المجال عائلة شكسبير (1901)، ومعاصرو شكسبير ووريكشاير (1907)، وليام هونيس وريفلز (1910)، مرحلة بورباج وشكسبير (1913) والعديد من الملاحظات والمقالات المنشورة. حصلت ستوبس على جائزة روز ماري كروشاي من الأكاديمية البريطانية في عام 1916 عن بحثها عن شكسبير، وذلك قبل وفاتها بثلاثة عشر عامًا في شباط/فبراير في عام 1929.

## الحياة في وقت لاحق
واجهت ستوبس صعوبات مالية بعد إفلاس زوجها في عام 1892 وموته المفاجئ في عام 1902. أصبحت ابنتها الكبيرة ماري مستقلة عندما حصلت على منحة دراسية ومُنحت بعد ذلك منصبًا جامعيًا، إلا أن ستوبس كانت لا تزال لديها ابنة أصغر سناً اسمها ويني تهتم بها. انحلّت مشاكلها المالية جزئياً في نهاية عام 1903 عندما مُنحت معاشًا حكوميًا بقيمة 50 جنيهًا استرلينيًا سنويًا نظرًا لعملها الأدبي وخاصة فيما يتعلق بالعصر الإليزابيثي. حصلت على منحة أخرى في عام 1907 من قبل كارنيجي تراست وهذه المرة مقابل 75 جنيهًا إسترلينيًا سنويًا.
زاد تقديرها كعالمة شكسبيرية وانتُخبت في عام 1912 كعضو فخري في الجمعية الملكية للآداب. أصبحت العضو المؤسس لجمعية شكسبير الجديدة التي شجعت منحة شكسبير من خلال الوظائف والمحاضرات من عام 1914 حتى عام 1922.
توفيت شارلوت ستوبس في 6 شباط/فبراير في عام 1929 في وورثينج في ساسكس عن عمر يناهز 89 عامًا، ويعود سبب وفاتها إلى إصابتها بالتهاب الشعب الهوائية والتخثر الدماغي، ودُفنت في هاي جيت في ميدلسكس. 

## أعمالها
- سؤال بيكون/شكسبير في عام 1888.
- الإجابة على سؤال بيكون/شكسبير في عام 1889
- المرأة الحرة البريطانية: امتيازها التاريخي في عام 1894
- معاصرو شكسبير ووريكشاير
- عائلة شكسبير: سجل أجداد وأحفاد ويليام شكسبير في عام 1901
- مجال «الرجل» فيما يتعلق بمجال «المرأة» في الدستور في عام 1908
- ويليام هونيس والريفلز الذي نُشر في لندن في عام 1910
- مرحلة بورباج وشكسبير في عام 1913
- حياة هنري، إيرل ساوثامبتون الثالث الذي نّشر في كامبريدج في عام 1922